# Чжэнь-няо

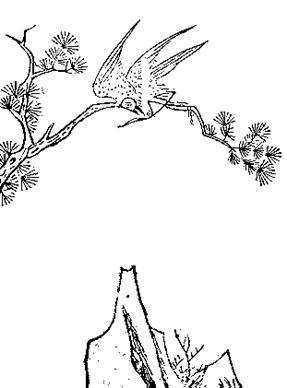
Чжэнь-няо (гравюра из «Саньцай Тухуэй»)

Чжэнь-няо (кит. 鴆鳥) или птица чжэнь — ядовитая птица в китайской мифологии. Упоминается во многих мифах, летописях и поэзии. В «Шань хай цзине» (глава 5) описывается подобной орлу, а в качестве мест обитания упоминаются три горы в Южном Китае.

## Исторические и литературные свидетельства
В комментариях Го Пу (郭璞) к «Шань хай цзину», говорится, что эта птица имеет фиолетовый живот, зелёные кончики перьев, длинную шею и алый клюв. А свои ядовитые свойства приобретает, вследствие поедания ядовитых голов гадюки. Самца чжэнь-няо называют хуэй-ян (迴陽), что значит «вращающий солнце», а самку называют инь-юнь (阴氳), что значит «гармония инь». Несколько иное описание чжэнь-няо приводится в сунском словаре «Пия» (埤雅), где тот представлен как тёмно-фиолетовый гусь, имеющий медно-красный клюв длиною 7—8 цунь (около 26—29 см).
Как сказано в «Пия», всё тело чжэнь-няо заражено особенным ядом, который обозначают как чжэнь-ду (鴆毒 — «яд чжэнь»). Перья чжэнь часто погружали в напиток для его отравления, полученный яд использовали для выполнения заказных убийств. Мясо птицы токсично и источает сильный специфический запах, что делает его непригодным для тайного использования, а экскременты чжэнь могут растворять камень. Яд чжэнь, по описанию, был настолько смертоносен, что ему достаточно было лишь пройти через горло, чтобы убить человека. В «Баопу-цзы» (抱朴子) Гэ Хун утверждал, что единственное средство, способное нейтрализовать яд чжэнь — это рог носорога (犀牛). Палочки из носорожьего рога, если ими перемешать ядовитое зелье, будто бы нейтрализуют яд, образуя пену.
Гравюра, изображающая чжэнь-няо также включена в «Саньцай Тухуэй». В исторических записях древней китайской литературы, чжэнь, как правило, появляется в форме идиомы «Пить чжэнь (яд), чтобы утолить жажду» (飲鴆止渴) или при сравнении чжэнь-ду с отравлением аконитом. Такие упоминания имеются в «Биографии Хуань-гуна» из анналов «Вёсны и осени» и «Биографии Хо Сюя» из книги «Хоу Ханьшу». Идиома обычно используется для характеристики человека, который извлекает выгоду в настоящее время, но не задумывается о возможных тяжёлых последствиях, к каковым могут привести его действия.
В китайских хрониках есть ряд упоминаний об отравлениях чжэнь-ду, о неудачных и успешных убийствах с его применением, а потому «чжэнь» в конечном счёте стал метафорой для любого типа отравления вообще, когда было не вполне ясно, использовался в данном случае яд птицы чжэнь, или нет. Различные агиографические источники утверждают, что Ван Чуи, ученик Ван Чунъяна имел иммунитет к яду и выжил после употребления напитка, содержащей яд из птицы чжэнь.
В японской исторической эпопее «Тайхэйки», Асикага Такаудзи и его брат Асикага Тадаёси заставили принца Моринагу принять чжэнь-ду (или «тин доку», как он известен, в Японии). Тадаёси позже сам был схвачен и отравлен чжэнем.

## Предположения о реальном существовании чжэнь
Чжэнь-няо в дикой природе последний раз видели во времена правления династии Сун, когда много занимающихся сельским хозяйством ханьцев переезжали в Гуандун и Гуанси. Китайские орнитологи предполагают, что, если чжэнь существовал, то был подобен птице-секретарь или хохлатому орлу-змеееду (обитающему в Южном Китае) — птиц, которые приобретают токсичность от поедания ядовитых змей, подобно тому, как лягушки-древолазы производят яд, глотая ядовитых насекомых. Как следствие, в некоторых современных иллюстрированных книгах, для изображения чжэнь-няо использовали внешний вид этих двух птиц.
Тем не менее, на протяжении большей части новейшей истории, зоологи не знали ни одной ядовитой птицы и предполагалось, что чжэнь-няо не более, чем сказочное изобретение ума. Но в 1992 году в журнале «Science» была опубликована статья, с сообщением, что у вида двуцветная дроздовая мухоловка имеются ядовитые перья. С тех пор было найдено несколько других видов столь же ядовитых птиц. В Китае по этому поводу опубликована статья, поднимающая вопрос, о том, могла ли птица чжэнь реально существовать.